# Municipalità di Ropaži
La municipalità di Ropaži (in lettone Ropažu novads) è una delle trentasei municipalità della Lettonia. È situata nel centro del Paese, immediatamente a sudest della capitale Riga. Il capoluogo è Ulbroka, nella parrocchia di Stopiņi. Il centro abitato più grande è invece Ropaži.

## Suddivisione
La municipalità comprende la città di Vangaži e 3 parrocchie (Garkalne, Ropaži e Stopiņi).